# Église Saint-Jean-Baptiste de Monbran
Pour les articles homonymes, voir Église Saint-Jean-Baptiste.
L’église Saint-Jean-Baptiste de Monbran est située sur le territoire de la commune de Foulayronnes, dans le département de Lot-et-Garonne, en Nouvelle-Aquitaine.

## Localisation
L'église Saint-Jean-Baptiste est située à Monbran sur le territoire de la commune de Foulayronnes, dans le département de Lot-et-Garonne, en France.

## Historique
Le chœur a été construit au XIIe siècle. L'abside est précédée d'une travée voûtée en berceau brisé. Le reste de l'église a été reconstruit au XVIIe siècle. 
L'église a été restaurée en 1880 et agrandie par construction de deux chapelles latérales formant des bas-côtés.
L'église a été inscrite au titre des monuments historiques le 11 mars 1980.